# 哈哲維報
哈哲維報是一份從1884年至1914年在耶路撒冷出版的希伯來文報章，由艾利澤·本-耶胡達創辦。

## 歷史
第一份哈哲維報在1884年10月24日出版。它最初是以周報形式出版，後來才轉為日報。在1909年，該報的最高發行量達1200份，有500份是在耶路撒冷分發。
哈哲維報引進世俗議題及現代新聞學技巧，革新了耶路撒冷的希伯來文報業。由於報道日常新聞需要使用希伯來語詞語，促使艾利澤·本-耶胡達開始編纂一部希伯來語字典。
1908年，由於牌照限制，報章的名稱改為האור（Ha'or; 光明）。
第一次世界大戰爆發後，報章由於提議建立一個「猶太人祖國」，被奧斯曼帝國政府禁止出版。

## 圖片
- 《哈哲維報》首頁樣式（1884－1908年）
- 《光明報》首頁樣式（1908－1914年）

## 參閲
- 今日以色列報

## 外部連結
- 哈哲維報的存檔（页面存档备份，存于） （希伯来文）
- HaZvi（页面存档备份，存于） at Historical Jewish Press